# Hilton McRae
Pour les articles homonymes, voir McRae.
Hilton McRae, né le 28 décembre 1949 à Dundee, est un acteur de théâtre, de télévision et de cinéma écossais.

## Biographie
Après des études de droit à l'université d'Édimbourg, il commence sa carrière théâtrale avec Steven Berkoff au Roundhouse de Londres, puis rejoint la troupe avant-gardiste 7:84. Il passe ensuite trois saisons au sein de la Royal Shakespeare Company et joue :
- Diomède dans la production 1976-1977 de Troïlus et Cressida de William Shakespeare et Patrocle dans celle de 1985-1986 ;
- Éros dans la production 1978-1979 d’Antoine et Cléopâtre de Shakespeare ;
- Gobbo dans la production 1978-1979 du Marchand de Venise de Shakespeare ;
- Orlando dans la production de 1985-1986 de Comme il vous plaira de Shakespeare.

Au sein de la RSC, il joue également dans The Churchill Play (1979) d'Howard Brenton et dans Piaf (1980) et The Danton Affair (1986) de Pam Gems (en) et l'adaptation par Christopher Hampton des Liaisons dangereuses (1986). Il prend ensuite part à plusieurs comédies musicales, dont Miss Saigon, Mamma Mia ! et Caroline, or Change. En 2006, il participe à la création de Rabbit de Nina Raine et assure le rôle-titre dans La Sonate à Kreutzer, adapté par Nancy Harris du roman du même nom de Léon Tolstoï. Plus récemment, il a joué dans End of the Rainbow, une pièce de Peter Quilter sur la vie de Judy Garland ; son rôle du pianiste de l'actrice et chanteuse lui vaut une nomination aux Olivier Awards 2011.
Au cinéma, il a joué dans La Maîtresse du lieutenant français (1981), Star Wars, épisode VI : Le Retour du Jedi (1983), Greystoke, la légende de Tarzan (1984), Mansfield Park (1999) et The Power of Three (2011). À la télévision, il a notamment joué dans les séries Doctors (2000) et Injustice (2011) et assumé le rôle principal dans le téléfilm The Execution of Gary Glitter (2010).
Il a épousé l'actrice écossaise Lindsay Duncan, rencontrée à la RSC en 1985. Le couple a un fils, Cal, né en 1991.

## Filmographie
- 2020 : The Third Day (série HBO, 6 épisodes) : Janny